# Пахомов, Юрий Анатольевич
Юрий Анатольевич Пахомов (р. 1956, Петропавловск) — начальник регионального Управление ФСБ России по Тюменской области (с февраля 2007 по май 2011 года), генерал-майор.

## Биография
Родился в 1956 году в городе Петропавловске. В 1979 году окончил Казанский авиационный институт, служил два года в вооружённых силах, работал в авиационной промышленности. С 1983 года служил в органах госбезопасности Татарстана. Прошёл трудовой путь от оперуполномоченного до заместителя начальника Управления ФСБ России по Республике Татарстан.
В марте 2007 года указом Президента России назначен на должность начальника регионального управления ФСБ России по Тюменской области. Его предшественник, генерал-майор Александр Вяткин возглавил Управление ФСБ России по Приморскому краю.
Представляя полковника Пахомова личному составу управления, заместитель директора ФСБ России генерал-полковник Евгений Ловырев отрекомендовал его как «профессионала и опытного руководителя». Полномочный представитель президента России в УрФО Пётр Латышев отметил, что «Юрий Пахомов проявил себя как ответственный и умелый руководитель, и сможет сохранить все позитивные наработки».
В 2011 году уволен в запас ФСБ России в связи с достижением предельного возраста пребывания на военной службе. Его пост занял Вадим Пятилетов .
Юрий Пахомов женат, у него три дочери.